# Leighton Baines
Leighton John Baines (Liverpool, 11 december 1984) is een Engels voormalig voetballer die doorgaans als linksback speelde, maar ook links op het middenveld uit de voeten kon. Hij verruilde Wigan Athletic in augustus 2007 voor Everton, waar hij in juli 2020 zijn carrière afsloot. Baines debuteerde in 2010 in het Engels voetbalelftal.

## Clubcarrière
Baines stroomde door vanuit de jeugdopleiding van Wigan Athletic. Hiervoor debuteerde hij in 2002 in het eerste elftal, toen actief in de Second Division. Hij maakte in de volgende seizoenen deel uit van de ploeg die in drie jaar promoveerde naar de Premier League. Hierin speelde hij in twee seizoenen nog ruim zeventig wedstrijden voor Wigan. Hij haalde in het seizoen 2005/06 met Wigan de finale van de League Cup, maar verloor hierin van Manchester United.
Baines verruilde Wigan in augustus 2007 voor Everton, de nummer zes van Engeland in het voorgaande seizoen. Na een seizoen acclimatiseren werd hij hier vanaf het seizoen 2008/09 ook basisspeler onder coach David Moyes. Baines stond op 30 mei 2009 met Everton in de finale van de strijd om de FA Cup. Daarin verloor de ploeg met 2–1 van Chelsea door goals van Didier Drogba en Frank Lampard. Baines speelde in 2017 zijn 300e competitiewedstrijd voor Everton. Na het seizoen 2019/20 kondigde hij zijn afscheid aan ondanks dat hij nog voor een jaar kon verlengen.

## Clubstatistieken
| Seizoen | Club           | Competitie      | Wedstrijden | Doelpunten |
| ------- | -------------- | --------------- | ----------- | ---------- |
| 2002/03 | Wigan Athletic | Second Division | 6           | 0          |
| 2003/04 | Wigan Athletic | First Division  | 26          | 0          |
| 2004/05 | Wigan Athletic | Championship    | 41          | 1          |
| 2005/06 | Wigan Athletic | Premiership     | 37          | 0          |
| 2006/07 | Wigan Athletic | Premiership     | 35          | 3          |
| 2007/08 | Everton        | Premier League  | 22          | 0          |
| 2008/09 | Everton        | Premier League  | 31          | 1          |
| 2009/10 | Everton        | Premier League  | 37          | 1          |
| 2010/11 | Everton        | Premier League  | 38          | 5          |
| 2011/12 | Everton        | Premier League  | 33          | 4          |
| 2012/13 | Everton        | Premier League  | 38          | 5          |
| 2013/14 | Everton        | Premier League  | 32          | 5          |
| 2014/15 | Everton        | Premier League  | 31          | 2          |
| 2015/16 | Everton        | Premier League  | 18          | 2          |
| 2016/17 | Everton        | Premier League  | 32          | 2          |
| 2017/18 | Everton        | Premier League  | 22          | 2          |
| 2018/19 | Everton        | Premier League  | 6           | 0          |
| 2019/20 | Everton        | Premier League  | 8           | 0          |
| Totaal  | Totaal         | Totaal          | 493         | 33         |

## Interlandcarrière
Bondscoach Fabio Capello riep Baines in 2010 voor het eerst op voor het Engelse nationale elftal. Hij maakte op 3 maart 2010 zijn debuut, in een met 3–1 gewonnen oefeninterland tegen Egypte. Baines maakte deel uit van de Engelse selectie van bondscoach Roy Hodgson op het EK 2012 in Polen en Oekraïne, waar de ploeg van bondscoach Roy Hodgson in de kwartfinale na strafschoppen (2–4) werd uitgeschakeld door Italië. Hij kwam tijdens het toernooi zelf niet in actie. Baines maakte op 7 september 2012 zijn eerste doelpunt voor de nationale ploeg. Hij schoot toen uit een vrije trap de 0–5 binnen in een met diezelfde cijfers gewonnen kwalificatiewedstrijd voor het WK 2014 in en tegen Moldavië. Bondscoach Hodgson nam hem twee jaar later ook mee naar het eindtoernooi. Hierop was hij basisspeler in de groepswedstrijden tegen Italië en Uruguay.

## Erelijst
| Kampioen Second Division | 1x | 2002/03 |

## Managementcarrière
Op 23 februari maakte Everton bekend dat Paul Tait en Leighton Baines de trainingen zullen overnemen aangezien hoofdcoach Frank Lampard vertrokken is bij de club.

## Zieook
- Lijst van spelers in de Premier League

1 Hart ·
2 Johnson ·
3 Cole ·
4 Gerrard  ·
5 Kelly ·
6 Terry ·
7 Walcott ·
8 Henderson ·
9 Carroll ·
10 Rooney ·
11 Young ·
12 Baines ·
13 Green ·
14 Jones ·
15 Lescott ·
16 Milner ·
17 Parker ·
18 Jagielka ·
19 Downing ·
20 Oxlade-Chamberlain ·
21 Defoe ·
22 Welbeck ·
23 Butland ·
Coach: Hodgson
1 Hart ·
2 Johnson ·
3 Baines ·
4 Gerrard  ·
5 Cahill ·
6 Jagielka ·
7 Wilshere ·
8 Lampard ·
9 Sturridge ·
10 Rooney ·
11 Welbeck ·
12 Smalling ·
13 Foster ·
14 Henderson ·
15 Oxlade-Chamberlain ·
16 Jones ·
17 Milner ·
18 Lambert ·
19 Sterling ·
20 Lallana ·
21 Barkley ·
22 Forster ·
23 Shaw ·
Coach: Hodgson